# Þistilfjörður

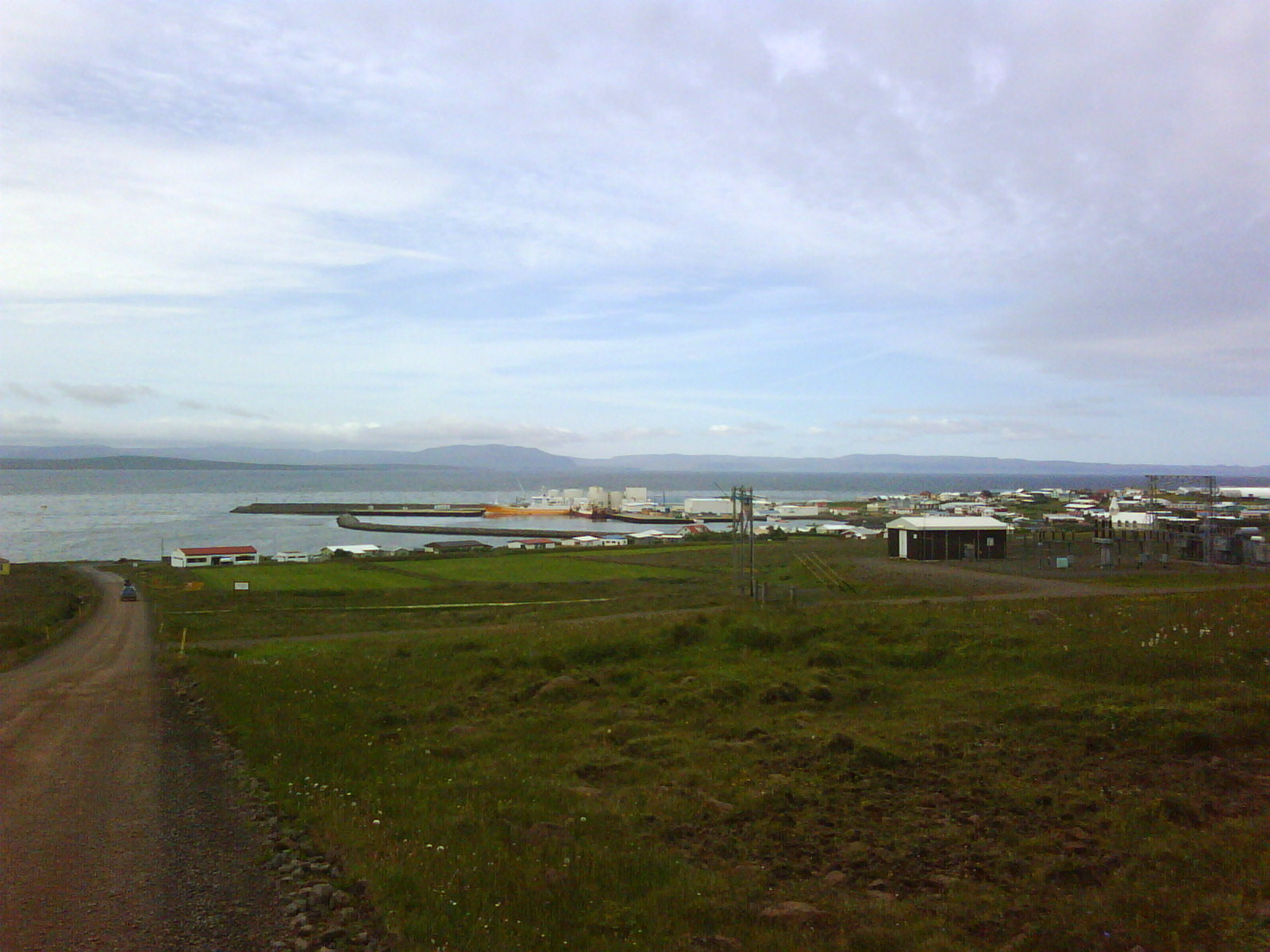
Þórshöfn aan Þistilfjörður

De Þistilfjörður ("Distelfjord") is een grote en vooral brede fjord in het uiterste noordoosten van IJsland. Het schiereiland Langanes vormt de zuidoostelijke begrenzing van de fjord, terwijl de vlakte Melrakkaslétta, met aan de kust het plaatsje Raufarhöfn, de westelijke begrenzing is. Het grootste plaatsje aan de fjord is Þórshöfn, waar de visserij de belangrijkste economische sector is. In de fjord komen geen eilandjes voor.